# Пац, Павел
Павел Николаевич Пац (ок. 1530—1595) — государственный деятель Великого княжества Литовского, каштелян витебский (1566—1578), воевода мстиславский (1578—1593), каштелян виленский (1593—1595), староста вилькомирский, мстиславский, дисненский и радомльский.

## Биография
Представитель литовского магнатского рода Пацов герба «Гоздава». Четвёртый сын воеводы подляшского Николая Юрьевича Паца и Александры Александровны Гольшанской. Братья — епископ киевский Николай, воевода витебский Станислав и каштелян смоленский Доминик.
Ему принадлежали Дисна и Козяны в Браславском и Островец в Ошмянском поветах. Также владел вилькомирским, мстиславским, дисненским и радомльским староствами.
В 1566 году Павел Пац был назначен первым каштеляном витебским, в 1578 году получил должность воеводы мстиславского. В 1593 году Павел Пац стал каштеляном виленским. Избирался послом (депутатом) на сеймы. В 1573 году подписал акт Варшавской конфедерации.

## Семья и дети
Был дважды женат. До 1570 года первым браком женился на Раине Волович (ум. до 1585), дочери каштеляна новогрудского Самуила Воловича. Дети:
- Николай Пац (1570—1624), каноник виленский (1596), епископ жемайтский (1609—1618)
- Пётр Пац (ум. 1642), хорунжий надворный литовский (1613—1635), подскарбий надворный литовский (1635—1640), воевода трокский (1640—1642), староста мстиславский, радомльский
- София Пац, жена каштеляна вишского Альбрехта Раковского
- Барбара Пац, 1-й муж Черубин Дубовский, 2-й муж Юзеф Тышкевич-Логойский

В 1585 году вторично женился на Анне Ходкевич (ум. после 1595), дочери гетмана великого литовского Григория Александровича Ходкевича (ум. 1572) и Катарины Ивановны Вишневецкой (ум. после 1580), вдове каштеляна киевского Павла Сапеги (? — 1580). Во втором браке детей не имел.